# Таксофон

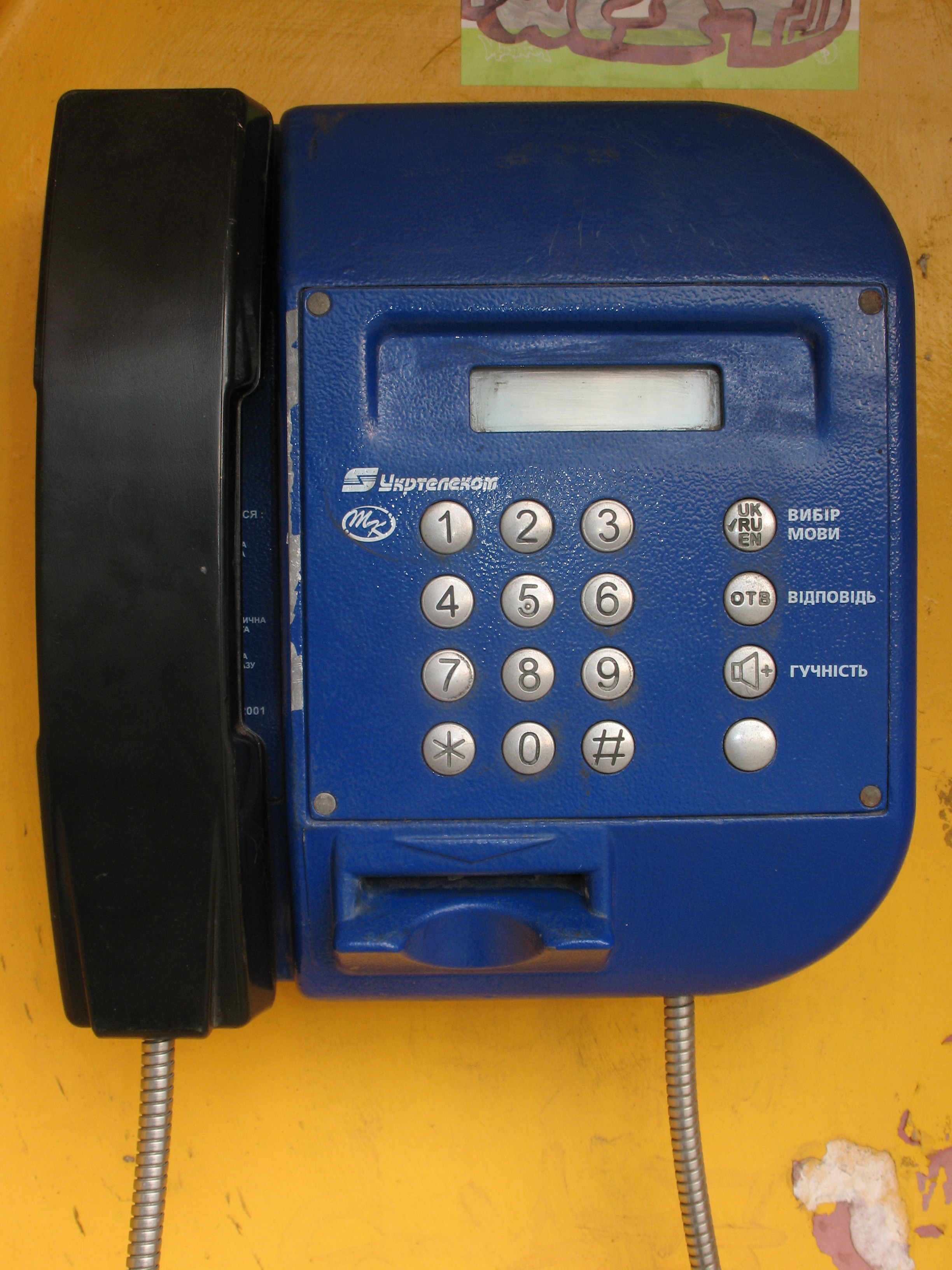
Таксофон в Харкові.

Таксофо́н, телефон-автомат, телефон загального користування, телефонна будка, вуличний телефон — телефонний апарат загального користування в публічній телефонній мережі. Оплата може робитися за допомогою монет, жетонів або телефонних, дебетових чи кредитних карток.

З розповсюдженням мобільного зв'язку дедалі більше витісняються мобільними телефонами.

З 1 лютого 2020 Укртелеком припинив обслуговування наявних на цей момент в Україні 4,8 тисячі таксофонів і почав їх демонтаж. Компанія визнала, що обладнання, яке використовується на таксофонній мережі, фізично і морально застаріло, не виробляється в Україні, і це спричиняє складнощі з експлуатацією.